# Coiserette
Coiserette ist eine Gemeinde im französischen Département Jura in der Region Bourgogne-Franche-Comté.

## Geographie
Coiserette liegt auf 650 m, etwa sechs Kilometer südsüdwestlich der Stadt Saint-Claude (Luftlinie). Das Bauerndorf erstreckt sich im Jura, im tief eingeschnittenen Tal des Tacon, zwischen der Höhen der Combe Mathieu im Westen und der Hautes-Combes im Osten.
Die Fläche des 5,91 km² großen Gemeindegebiets umfasst einen Abschnitt des französischen Juras. Das Gebiet wird von Süden nach Norden vom Tacon durchflossen, der sein Wasser der Bienne zuführt. Das an seiner Oberkante maximal zwei Kilometer breite Tal ist canyonartig in die Hochflächen der Hautes-Combes eingesenkt und weist an der nördlichen Gemeindegrenze eine Tiefe von mehr als 500 m auf. Die oberen Talhänge sind sehr steil ausgeprägt und werden von Felsbändern durchzogen (widerstandsfähige Kalksteinschicht). Im Westen erstreckt sich das Gemeindeareal bis auf die bewaldete Hochfläche der Combe Mathieu (1060 m). Die östliche Grenze verläuft abschnittsweise entlang dem Tacon. Im Süden reicht sie über den östlichen Talhang bis auf die Hautes-Combes, auf der mit 1090 m die höchste Erhebung von Coiserette erreicht wird. Das Gemeindegebiet ist Teil des Regionalen Naturparks Haut-Jura (frz.: Parc naturel régional du Haut-Jura).
Nachbargemeinden von Coiserette sind Villard-Saint-Sauveur im Norden, Coyrière und Les Moussières im Osten, La Pesse und Les Bouchoux im Süden sowie Larrivoire und Saint-Claude im Westen.

## Geschichte
Seit dem Hochmittelalter gehörte Coiserette zusammen mit Coyrière zum Grundbesitz des Klosters Saint-Claude. Nach der Abtrennung von Coyrière wurde Coiserette 1790 eine selbständige Gemeinde. Es besitzt keine eigene Kirche.

## Bevölkerung
| Jahr                       | 1962 | 1968 | 1975 | 1982 | 1990 | 1999 | 2007 | 2017 |
| Einwohner                  | 42   | 40   | 43   | 54   | 50   | 46   | 44   | 52   |
| Quellen: Cassini und INSEE |      |      |      |      |      |      |      |      |

Mit 46 Einwohnern (Stand 1. Januar 2022) gehört Coiserette zu den kleinsten Gemeinden des Départements Jura. Nachdem die Einwohnerzahl in der ersten Hälfte des 20. Jahrhunderts markant abgenommen hatte (1886 wurden noch 237 Personen gezählt), wurden seit Beginn der 1960er Jahre nur noch geringe Schwankungen verzeichnet.

## Wirtschaft und Infrastruktur
Coiserette war bis weit ins 20. Jahrhundert hinein ein vorwiegend durch die Landwirtschaft, insbesondere Viehzucht und Milchwirtschaft, sowie durch die Forstwirtschaft geprägtes Dorf. Noch heute leben die Bewohner zur Hauptsache von der Tätigkeit im ersten Sektor. Außerhalb des primären Sektors gibt es keine Arbeitsplätze in der Gemeinde.
Die Ortschaft liegt abseits der größeren Durchgangsstraßen nahe einer Departementsstraße, die von Saint-Claude nach Saint-Germain-de-Joux führt. Eine weitere Straßenverbindung besteht mit Coyrière.